# Брам (река)
Брам (фр. Brame) је река у Француској. Дуга је 60 km. Улива се у реку Гартан. 